# En la ardiente oscuridad (película)
 En la ardiente oscuridad  es una película en blanco y negro de Argentina dirigida por Daniel Tinayre sobre el guion de Eduardo Borrás según la obra de teatro homónima de Antonio Buero Vallejo que se estrenó el 4 de junio de 1959 y que tuvo como protagonistas a Mirtha Legrand, Lautaro Murúa, Duilio Marzio, Luisa Vehil e Isidro Fernán Valdés. 

## Sinopsis
Un recién llegado al Instituto para ciegos se resiste a la comprensión que los demás le brindan.

## Reparto
- Mirtha Legrand
- Lautaro Murúa
- Duilio Marzio
- Luisa Vehil
- Elida Gay Palmer
- María Vaner
- Leonardo Favio
- Ignacio Quirós
- Nora Massi
- Osvaldo Terranova
- Omar Tovar
- Alberto Rinaldi
- Enrique Kossi
- Isidro Fernán Valdez

## Comentarios
Nicolás Mancera opinó que se trataba de:

«Un film digno impecablemente realizado.»

Correo de la Tarde afirmó en su crónica del filme:

«Tinayre […] contó con una idea brillante, un elenco de excepción […] un director de fotografía que supo conseguir efectos admirables […] una música adecuada y narración sin altibajos […] con alto nivel y calidez humana […] Sin embargo tuvo una limitación: varias caídas melodramáticas del libro y (siempre dentro del guion) la falsa solución de varias escenas y la arbitraria definición de otras.»